# Тростянка (Богатовский район)
Тростянка — село в Богатовском районе Самарской области России. Входит в состав сельского поселения Печинено.

## География
Село находится в восточной части Самарской области, в степной зоне, на расстоянии примерно 9 километров (по прямой) к северо-западу от села Богатого, административного центра района. Абсолютная высота — 84 метра над уровнем моря.
Климат
Климат характеризуется как континентальный, с жарким сухим летом и холодной малоснежной зимой. Средняя температура воздуха самого тёплого месяца (июля) — 20 — 25 °C (абсолютный максимум — 40 °C); самого холодного (января) — −14,1 °C (абсолютный минимум — −47 °C). Среднегодовое количество атмосферных осадков составляет 350—425 мм. Снежный покров образуется в конце ноября и держится в течение 141 дня.
Часовой пояс
Село Тростянка, как и вся Самарская область, находится в часовой зоне МСК+1. Смещение применяемого времени относительно UTC составляет +4:00.

## Население
| 2010 |
| ---- |
| 520  |

Половой состав
По данным Всероссийской переписи населения 2010 года в гендерной структуре населения мужчины составляли 46,2 %, женщины — соответственно 53,8 %.
Национальный состав
Согласно результатам переписи 2002 года, в национальной структуре населения русские составляли 80 % из 540 чел.

## Известные уроженцы, жители
- Юдаков, Алексей Павлович (1911 — 1977) — советский военачальник, военный лётчик, участник Боев на Халхин-Голе и Великой Отечественной войны, командир истребительных авиационных соединений ВВС РККА, генерал-майор авиации (11.05.1949).

## Инфраструктура
Личное подсобное хозяйство с зоной сельскохозяйственного использования, индивидуальная застройка усадебного типа.
Основа экономики — сельское хозяйство.